# Henangervatnet
Henangervatnet es un lago del municipio de Fusa en la provincia de Hordaland, Noruega. Tiene una superficie de 2,66 km² y está 5 km al sur de Eikelandsosen. Se ubica entre el lago Skogseidvatnet y el Sævareidfjorden, una ramificación del Bjørnafjorden.